# Simon Henshaw
Pour les articles homonymes, voir Henshaw.
Simon Henshaw est un diplomate américain mort le 9 juin 2020, ambassadeur des États-Unis en Guinée .

## Biographie

### Éducation
Simon Henshaw a obtenu un baccalauréat ès arts de l'université du Massachusetts Amherst et une maîtrise ès sciences du National War College ,. Il parle le français, l'espagnol, le russe et le portugais  .

### Carrière
Simon Henshaw est un membre de carrière du Senior Foreign Service (en), classe de ministre-conseiller, a été diplomate américain depuis 1985. Il a occupé des postes de direction au sein du département d'État, notamment en tant que sous-secrétaire adjoint principal et, à partir de 2017, en tant que secrétaire adjoint par intérim du Bureau de la population, des réfugiés et des migrations de 2013 à 2018 ,
De 2011 à 2013, il a été directeur du Bureau des affaires andines 
De 2008 à 2011, il a été chef de mission adjoint à l'ambassade des États-Unis à Tegucigalpa, au Honduras. Il a également occupé cinq autres postes diplomatiques à l’étranger avant son poste d'ambassadeur.
Il était conseiller principal du Health Initiatives Task Force au département d'État, coordonnant les efforts pour répondre à une série d'incidents de santé et de sécurité touchant des diplomates américains à Cuba et en Chine.
Le 10 août 2018, le président Trump a annoncé son intention de nommer Henshaw comme prochain ambassadeur des États-Unis en Guinée.
Le 16 août 2018, sa nomination a été transmise au Sénat américain .
Le 26 septembre 2018, il a comparu devant le comité sénatorial des États-Unis sur les relations étrangères .
Le 2 janvier 2019, sa nomination a été confirmée au Sénat par vote vocal ,.
Il a présenté ses lettres de créance au président Alpha Condé le 4 mars 2019 ,.

### Mort
Simon Henshaw est décédé d'une crise cardiaque le 9 juin 2020 en Guinée où il était ambassadeur américain.

## Prix et reconnaissances
- Chevalier de l’Ordre National du Mérite de la république de Guinée[10]

## Voir également
- Liste des ambassadeurs des États-Unis